# Hans Lindner (Maler)
Hans Lindner (* 1883 in Zschopau; † 1944 in Niederwartha) war ein deutscher Landschaftsmaler.

## Leben und Wirken
Lindner stammte aus dem sächsischen Erzgebirge. Nach dem Schulbesuch studierte er an den Kunstakademien in München und Dresden. Zu seinen Lehrern zählten der Tiermaler Joseph Hegenbarth und Heinrich von Zügel. Im Anschluss folgten Studienreisen nach Italien und Frankreich.
Es spezialisierte sich auf Landschaftsmalerei und wurde Professor an der Münchner Kunstakademie. Längere Zeit lebte er in Ahrenshoop und Schwerin, bevor er sich als Heimatmaler in Niederwartha niederließ. Im dortigen Bahnschlößchen gestaltete die Ortsgruppe der NSDAP 1935 und 1936 Gemäldeausstellungen seiner Werke. Vertreten war er auch auf der Ausstellung Die heimische Landschaft in der Kunst 1937 in Coswig.
Viele seiner Werke signierte er als „Lindner-Zschopau“.